# 托尼·帕辛
托尼·帕辛（Tony Pasin，1977年10月1日—）是一位澳洲政治人物，他的黨籍是澳洲自由黨。自2013年開始，他是巴克選區選出的澳大利亞眾議院的議員。他畢業於弗林德斯大学，主修法律和經濟。